# Longechaux
Longechaux é uma comuna francesa na região administrativa de Borgonha-Franco-Condado, no departamento de Doubs. Estende-se por uma área de 5,13 km². Em 2010 a comuna tinha 82 habitantes (densidade: 16 hab./km²).